# Айоцдзорський хребет
Айоцдзорський хребет (також Вайоцдзорський; колишня назва — Даралагезький хребет (вірм. Զանգեզուրի լեռնաշղթա) — гірський хребет у південній частині Вірменського нагір'я, в межиріччі Арпи і Нахічеванчаю, розташований на території Вірменії і Азербайджану (Нахічеванська Автономна Республіка). На сході примикає до Зангезурського хребта.
Довжина хребта становить 70 км. Висота — до 3120 м (вершина  Гогі). Західна частина складена палеозойськими і мезозойськими осадовими породами (вапняки, пісковики, кварцити, сланці), східна — осадово- вулканогенними відкладеннями палеогену, неогеновими лавами. На території хребта домінують гірсько-степові і гірсько-лугові ландшафти.